# Stilla
Stilla là một chi ốc biển, là động vật thân mềm chân bụng sống ở biển trong họ Conidae.

## Các loài
Các loài thuộc chi Stilla bao gồm:
- Stilla anomala Powell, 1955[2]
- Stilla delicatula Powell, 1927[3]
- Stilla fiordlandica Fleming C., 1948[4]
- Stilla flexicostata (Suter, 1899)[5]
- Stilla paucicostata Powell, 1937[6]